# Praxis mit Meerblick – Herzklopfen
Herzklopfen ist ein deutscher Fernsehfilm von Jan Růžička aus dem Jahr 2021. Es handelt sich um den zehnten Film der ARD-Reihe Praxis mit Meerblick mit Tanja Wedhorn als Ärztin Nora Kaminski in der Hauptrolle und Benjamin Grüter, Dirk Borchardt, Patrick Heyn, Anne Werner, Morgane Ferru und Lukas Zumbrock in tragenden Rollen.
Die deutsche Erstausstrahlung des Films erfolgte am 19. März 2021 auf dem ARD-Sendeplatz Endlich Freitag im Ersten.

## Handlung
Die Ärztin Nora Kaminski und ihr Ex-Mann Peer sind wieder ein Paar. Noch wollen sie dies auf Noras Wunsch hin noch geheim halten. Ihr gemeinsamer Sohn Kai sieht die zwei jedoch zusammen auf Peers Boot frühstücken und sich küssen. 
Von dort wird Nora zu einem Notfall abgeholt: Eine Frau namens Yvette Schewe ist in einen Verkehrsunfall verwickelt, bei dem jedoch niemand ernsthaft zu Schaden gekommen ist. Yvette, die an der Krankheit Morbus Fabry leidet, führt gemeinsam mit ihrem Mann ein kleines Hotel. Sie findet heraus, dass ihr Mann eine Affäre hat, trennt sich von ihm und wirft ihn raus, auch aus dem Hotel. Die Ärzte sind der Ansicht, dass sie gesundheitlich eigentlich nicht mehr in der Lage ist, das Hotel zu führen. Auf Peers Vorschlag hin erwirbt am Ende die Belegschaft das Hotel, um es von nun an mit Yvette gemeinschaftlich zu führen. 
Peer weiht die Räume seiner neuen Kanzlei auf Rügen ein, die er auch im Hinblick auf seinen Sohn Kai eröffnet hat, der gerade mit sehr guten Ergebnissen in einer Prüfung seines Jura-Studiums abgeschnitten hat. Seine Freundin Mandy, die von ihrer Ex-Affäre schwanger ist, geht zu Kai auf Distanz, weil sie ihm mit dem Kind, das nicht von ihm ist, nicht seine Zukunft verbauen will. Kai campiert jedoch nächtelang auf dem Flur vor ihrer Wohnung, um zu zeigen, wie ernst es ihm mit ihr ist. 
Kubatsky hat Angst vor einer Darmspiegelung. Seine Freundin Roswitha erwirkt für ihn, dass ihr Stiefsohn Dr. Heckmann die Darmspiegelung persönlich durchführt, obwohl er dafür eigentlich überqualifiziert ist. Dr. Heckmann ist unter die Influencer gegangen, läuft mit Selfiestick durch die Gegend und macht damit Videos für seinen Blog. Ihm kommt der Gedanke, die Darmspiegelung Kubatskys live zu übertragen, worein dieser tatsächlich einwilligt.

## Produktionsnotizen
Die Dreharbeiten für Herzklopfen erstreckten sich unter dem Arbeitstitel Beziehungskisten und unter den vorgegebenen Corona-Arbeitsschutzauflagen vom 18. Mai bis zum 19. Juni 2020. Als Schauplätze dienten Sassnitz, Lohme, Prora und Ralswiek auf Rügen und Berlin. Es handelt sich um eine Produktion der Real Film Berlin GmbH im Auftrag der ARD Degeto für das Programm der ARD Das Erste.
Die Redaktion lag bei Stefan Kruppa und Christoph Pellander, die Aufnahmeleitung bei Olaf Schwarck und Fernando de Bran und die Produktionsleitung bei Hartmut Damberg und Sandra Moll für die ARD Degeto. Die Herstellungsleitung oblag Ira Wysocki und die Dramaturgie Gunther Eschke.